# テレビ浪曲道場
『テレビ浪曲道場』（テレビろうきょくどうじょう）は、1971年7月1日から同年9月30日までフジテレビ系列局で放送されていたフジテレビ製作の演芸番組である。放送時間は毎週木曜 22:00 - 22:30 （日本標準時）。
浪曲専門の視聴者参加型番組で、毎回参加者たちが自慢ののどを競いあっていた。司会は大野しげひさと小鹿ミキが、審査員は三遊亭圓歌、二葉百合子、中村富士丸が務めていた。